# Carstairs, Kanada
Carstairs är en ort i Kanada. Den ligger i provinsen Alberta, i den centrala delen av landet, 2 900 km väster om huvudstaden Ottawa. Carstairs ligger 1 059 meter över havet och antalet invånare är 2 370.
Terrängen runt Carstairs är platt. Runt Carstairs är det mycket glesbefolkat, med 3 invånare per kvadratkilometer.. Närmaste större samhälle är Didsbury, 11,3 km norr om Carstairs.
Trakten runt Carstairs består till största delen av jordbruksmark.